# Beretta 92
Beretta 92 (även Beretta 96 och Beretta 98) är en serie av olika automatpistoler designade och levererade av Beretta i Italien. Den designades 1972 och produktionen av olika varianter i olika kalibrar pågår än idag. Den är troligtvis mest känd för att ha ersatt M1911 som standardsidovapen inom USA:s väpnade styrkor år 1985 (med militärbeteckning M9). Orsaken var att man ville ha ett sidovapen i NATO:s standardkaliber 9 × 19 mm.
Huvudpersonen i Jan Guillous spionromaner, Carl Hamilton, har Beretta 92 som ett av sina två tjänstevapen.

## Användare
- Algeriska polisen
- Frankrikes armé (92G)
- Italiens armé
- Italiens polis
- Perus flotta (92F)
- Spanska civilgardet
- Sydafrikanska armén (Z88 licensierad kopia)
- USA:s armé (M9)
- Los Angeles Police Department